# Sennepsolie
Sennepsolier er fællesbetegnelsen for den type kemiske stoffer som giver den stærke smag i f.eks. sennep, kål og peberrod. Kemisk set er de alle karakteriseret ved at indeholde tre atomer af henholdsvis kvælstof, kulstof og svovl forbundet med dobbeltbindinger. Alle sennepsolier indeholder denne karakteristiske funktionelle gruppe i molekylerne. Forskellen på de mange forskellige sennepsolier skyldes den øvrige del af molekylet (der er bundet til kvælstofatomet).

## Giftighed/sundhed
Alle sennepsolier er giftige stoffer pga. denne særlige funktionelle gruppe. Det skyldes, at kulstofatomet sidder midt mellem et kvælstof- og et svovlatom, hvad der gør det meget reaktivt. Det kan derfor også gå i forbindelse med en lang række af de stoffer, der er nødvendige for alle levende organismer, f.eks. proteiner, DNA og RNA. Det er fælles for de stoffer, der reagerer med sennepsolie, at de indeholdet nukleofile grupper som aminogrupper og thiolgrupper. Navnlig er affiniteten for svovlatomer i proteiner meget stor.
De små mængder, man udsættes for gennem kosten, skal dog ikke opfattes som giftige, tværtimod: Det har vist sig, at en kost med et naturligt indehold af sennepsolier giver højere aktivitet af særlige enzymer i leveren (især enzymet glutathion S-transferase), som menes at beskytte os mod mange forskellige giftstoffer (blandt andet sennepsolier). Der er faktisk gode grunde til at tro, at man kan beskytte sig mod vigtige livsstilssygdomme ved at spise planter med sennepsolier, f.eks. kål, broccoli, peberrod, brøndkarse, karse, m.fl.

## Naturlig forekomst
Man kender over 120 forskellige sennepsolier fra naturen, men stort set kun fra planter, der er beslægtet med sennep: kål, radis, raps osv. Disse planter hører til korsblomst-ordenen, herunder korsblomst-familien. Sennepsolier er bemærkelsesværdige i og med, at de stort set ikke findes i den intakte, levende plante. Men så snart planten beskadiges, f.eks. ved at et dyr tager en bid af en plantedel, dannes sennepsolien, når et enzym nedbryder et andet stof, der kaldes et glucosinolat (ældre dansk navn: sennepsolieglukosid). Den enzymatiske dannelse af sennepolier kan man også selv smage, hvis man tygger i et stykke peberrod og lader stumpen ligge på tungen: I starten mærker man ikke meget, men efterhånden bliver smagen stærkere og stærkere: det er enzymets dannelse af sennepsolie ud fra sennepsolieglukosid man kan smage direkte.

## Eksempler fra hverdagen
Hvis man koger kål, sennep eller lignende planter, får de slet ikke sennepssmagen, fordi enzymet, der danner sennepsolier, ikke kan tåle kogning. Den karakteristiske bitre smag af rosenkål skyldes et sennepsolieglukosid (ved navn sinigrin, se artiklen i den engelske udgave af wikipedia). Tygger man i en rå rosenkål, mærker man derimod den stærke smag af sennepsolier (bl.a. allylisothiocyanat).

## Kunstige sennepsolier
Ud over de naturligt kendte sennepsolier kan man også fremstille andre stoffer med de tre karakteristiske "sennepsolieatomer" ad kunstig vej. En vigtig kunstig sennepsolie er phenylisothiocyanat ("Edmans reagens"), opkaldt efter nordmanden Per Edman der opfandt en meget brugt metode til undersøgelse af proteiner.

## Naturhistorie
Mange insekter har specialiseret sig i at æde planter, der kan danne sennepsolier. Disse insekter har ofte udviklet biokemiske systemer, der kan forhindre dannelse af sennepsolier fra glucosinolater. Eksempler er det nitrilspecificerende protein hos kålorme (larver af bl.a. stor kålsommerfugl og glucosinolat sulfatase hos kålmøl.